# Teleskoptreffen
Als Teleskoptreffen bezeichnet man die Zusammenkunft von Amateurastronomen, um gemeinsam Gestirne zu beobachten, die Teleskoptechnik zu vergleichen und zu fachsimpeln. Sie finden, wegen der nötigen Dunkelheit, in der Regel zur Neumondzeit oder bei abnehmendem Mond in ländlichen oder alpinen Gebieten statt. Meist dauern sie mehrere Tage, um die Wahrscheinlichkeit klaren Nachthimmels zu erhöhen. Viele Treffen bieten ein Rahmenprogramm in Form von Vorträgen und Workshops aus verschiedenen astronomischen Bereichen.
Teleskoptreffen finden das ganze Jahr über statt, oft als jährliche Veranstaltung am selben Ort. Gerade für Anfänger bieten sie eine gute Möglichkeit, vor dem Kauf eines Teleskops verschiedene Typen und Modelle auszuprobieren und sich mit den Grundlagen der praktischen Anwendung vertraut zu machen.
Das älteste Teleskoptreffen Europas ist das seit 1985 bestehende Internationale Teleskoptreffen (ITT), das jährlich im Herbst in Kärnten – meist auf der Emberger Alm – stattfindet. Die derzeit wohl größten Astro-Beobachtertreffen Europas sind das Internationale Teleskoptreffen Vogelsberg (ITV) und das Herzberger Teleskoptreffen (HTT) in Südbrandenburg mit jeweils mehreren hundert Teilnehmern.

## Liste der Teleskoptreffen im deutschsprachigen Raum
| Name und Webseite                               | Veranstaltungsort                                        | Aktueller Termin                        | Zeitraum              | Begründet |
| ----------------------------------------------- | -------------------------------------------------------- | --------------------------------------- | --------------------- | --------- |
| ITT: Internationales Teleskoptreffen            | Emberger Alm (Kärnten)                                   | 29. September 2024 bis 6. Oktober 2024  | Spätsommer/Frühherbst | 1984      |
| ITV: Internationales Teleskoptreffen Vogelsberg | Gederner See (mittleres Hessen)                          | 8. Mai 2024 bis 12. Mai 2024            | Christi Himmelfahrt   | 1992      |
| SBST: Südbrandenburger Sternfreundetreffen      | Rückersdorf (Niederlausitz) (Süd-Brandenburg)            | 28. September 2024                      | unterschiedlich       | 1997      |
| BTM: Bayerisches Teleskopmeeting                | Osterberg / Pfünz (Altmühltal, bei Eichstätt/Ingolstadt) | 29. August 2024 bis 1. September 2024   | Sommer                | 1997      |
| HTT: Herzberger Teleskoptreffen                 | Jeßnigk bei Herzberg (südliches Brandenburg)             | 5. September 2024 bis 8. September 2024 | September/Oktober     | 2000      |
| ATM: Almberg-Treffen Mitterfirmiansreut         | Almberg (bei Freyung, Bayerischer Wald)                  | 3. Oktober 2024 bis 6. Oktober 2024     | Spätsommer/Frühherbst | 2001      |
| ATB: Amateur-Teleskoptreffen Burgwald           | Wohratal (Nord-Hessen)                                   | 6. August 2024 bis 8. August 2024       | Sommer                | 2002      |
| SFTH: Sternfreundetreffen Harz                  | Thale OT Todtenrode (Harz)                               | 7. März 2024 bis 10. März 2024          | März/April            | 2003      |
| STT: Sächsisches Teleskoptreffen                | Peritz (Nord-Sachsen)                                    | 23. Juni 2023                           | Sommer                | 2006      |
| STATT: St. Andreasberg Teleskoptreffen          | Sankt Andreasberg (Oberharz)                             | 4. September 2024 bis 8. September 2024 | Sommer                | 2010      |
| WHAT Westhavelländer Astrotreff                 | Sternenpark Westhavelland bei Gülpe                      | 30. August 2024 bis 1. September 2024   | Sommer                | 2011      |
| SHT Schleswig-Holsteiner Teleskoptreffen        | Hof Viebrook bei Rendswühren                             | 6. September 2024 bis 8. September 2024 | Sommer                | 2012      |
| ATO: Astronomietage Ostfriesland                | Wiesmoor OT Zwischenbergen (Ostfriesland)                | 5. Oktober 2024 bis 13. Oktober 2024    | Herbst                | 2006      |